# Formula Renault 2.0 Alps
La Formula Renault 2.0 Alps era una serie europea della categoria Formula Renault 2.0, disputata dal 2011 al 2015, nata dall'unione del campionato Formula Renault 2.0 Italia ed il campionato Formula Renault 2.0 Svizzera.
Il campionato prevedeva lo svolgimento di varie tappe sui principali circuiti italiani ed europei. Non eravano previste gare sul territorio svizzero in quanto all'epoca vigeva il divieto di svolgimento di gare di velocità motoristiche sul territorio svizzero.

## Regolamento Sportivo

### Punteggi
- Nel 2011:

| Posizione | 1° | 2° | 3° | 4° | 5° | 6° | 7° | 8° | 9° | 10° | 11° | 12° | 13° | 14° | 15° | PP | GV |
| Punti     | 32 | 28 | 24 | 22 | 20 | 18 | 16 | 14 | 12 | 10  | 8   | 6   | 4   | 2   | 1   | 2  | 2  |
| --------- | -- | -- | -- | -- | -- | -- | -- | -- | -- | --- | --- | --- | --- | --- | --- | -- | -- |

- Dal 2012 al 2015:

| Posizione | 1° | 2° | 3° | 4° | 5° | 6° | 7° | 8° | 9° | 10° | PP | GV |
| Punti     | 25 | 18 | 15 | 12 | 10 | 8  | 6  | 4  | 2  | 1   | 1  | 1  |
| --------- | -- | -- | -- | -- | -- | -- | -- | -- | -- | --- | -- | -- |

## Albo d'oro
| Stagione | Vincitore       | Team Vincitore  | Vincitore Campionato Junior |
| -------- | --------------- | --------------- | --------------------------- |
| 2011     | Javier Tarancón | Tech 1 Racing   | Melville McKee              |
| 2012     | Daniil Kvjat    | Tech 1 Racing   | Patrick Kujala              |
| 2013     | Antonio Fuoco   | Prema Powerteam | Antonio Fuoco               |
| 2014     | Nyck de Vries   | Koiranen GP     | Charles Leclerc             |
| 2015     | Jack Aitken     | Koiranen GP     | Matevos Isaakyan            |

## Circuiti
Circuiti dove si è svolta la manifestazione nel corso degli anni:
- Catalunya (2012)
- Hungaroring (2011)
- Imola (2011-2015)
- Jerez (2014-2015)
- Misano (2013, 2015)
- Monza (2011-2015)
- Mugello (2012-2014)
- Pau (2011-2012, 2014-2015)
- Paul Ricard (2011)
- Red Bull Ring (2011-2012, 2014-2015)
- Spa-Francorchamps (2011-2015)
- Vallelunga (2013)